# Budinarci
Budinarci är en ort i Nordmakedonien. Den ligger i kommunen Berovo, i den östra delen av landet, 110 kilometer öster om huvudstaden Skopje. Budinarci ligger 806 meter över havet och antalet invånare är 682.